# Salenthydrobia
Salenthydrobia is een geslacht van weekdieren uit de klasse van de Gastropoda (slakken).

## Soort
- Salenthydrobia ferrerii Wilke, 2003